# McBride (Michigan)
Pour les articles homonymes, voir McBride.
McBride est un village du comté de Montcalm, dans l'État du Michigan, aux États-Unis. En 2020, il comptait une population de 189 habitants.